# Штурук Гаврило Володимирович
Штурук Гаврило Володимирович (25 березня 1900, Михалє, Володимир-Волинський повіт, Волинська губернія — 20 лютого 1975, Твер, Росія) — українець, священик Російської православної церкви, навчався у Володимир-Волинській та Ковельській гімназії, потім — у Варшавському університеті, де захистив магістерську роботу «Історія, пам'ятники XVI ст. у м. Калінін церкви „Біла Трійця“». Відбував строкову службу у Війську Польському. У 1942 р. працював учителем сільської школи у с. Лежниця.
Згодом був священиком Троїцького катедрального собору у Твері. Написав історію Тверської єпархії.